# Перша зустріч, остання зустріч
«Перша зустріч, остання зустріч» (рос. «Первая встреча, последняя встреча») — російський радянський художній фільм-детектив 1987 року, знятий режисером Віталієм Мельниковим на кіностудії «Ленфільм».

## Зміст
Дивовижні події відбуваються в переддень нового 1914-го року. Винахідник Куклін передрікає свою смерть. І його дійсно вбивають. Та слідчі кажуть, що це самогубство. Молодий студент-юрист і детектив-любитель Петро Чухонцев виходить на слід німця Шольца. От тільки він почав грати в дуже серйозну гру.

## Ролі

### Герої
- Михайло Морозов — Петро Чухонцев
- Гражина Шаполовська — Ванда, співачка в кабаре
- Олег Єфремов — винахідник Занзевеєв
- Борис Плотников — винахідник Куклін
- Юрій Богатирьов — майор Зігфрід Гей
- Сергій Шакуров — хтось Шольц
- Михайло Кононов — колишній сищик Погілевич
- Микола Крючков — пристав
- Інокентій Смоктуновський — чин з контррозвідки (полковник)
- Леонід Куравльов — Граф
- Сергій Мигицко — поручик Бобрін
- Ольга Машна — покоївка Ванди
- Станіслав Соколов — шпик
- Айн Лутсепп — шофер
- Галі Абайдулов — конферансьє з Колізеум

### Чиста і нечиста публіка
- Володимир Пак — епізод
- Вадим Яковлів — епізод
- Леонід Алахвердов — епізод
- Віктор Гоголєв — епізод
- Олександр Зав'ялов — двірник
- Юрій Катін-Ярцев — епізод
- Олександр Кабаков — епізод
- В. Конопатин — епізод
- Вадим Лобанов — працівник архіву
- Т. Лозова — епізод
- Володимир Литвинов — епізод
- К. Лукашов — епізод
- Василь Максимов — епізод
- Ыгор Михайлов — епізод
- Юрій Чорнобровкін — епізод
- Є. Шабуня— епізод
- Г. Прусов — епізод
- Василь Рева — епізод
- Михайло Щетинін — епізод
- Андрій Щепочкін — епізод
- Є. Ямпільський — эпизод
- Валентина Березуцька — епізод
- Валентина Брауде — епізод
- І. Капуста — епізод
- Л. Кузнецьова — епізод
- О. Маркатанова — епізод
- М. Симонова — епізод
- М. Рубльова — епізод
- І. Харчевникова — епізод
- Л. Петрова — епізод
- Ігор Михайлов — епізод
- Рудольф Челищев — епізод
- Ігор Карлов — епізод (в титрах не вказаний)
- Юрій Решетников — епізод (в титрах не вказаний)
- Георгій Трусов — епізод (в титрах не вказаний)

## Знімальна група
- Автор сценарию — Володимир Валуцький
- Режиссёр-постановник — Віталій Мельников
- Оператор-постановник — Юрій Векслер
- Художник-постановник — Ісаак Каплан
- Композитор — Тимур Коган
- Звукооператор — Ася Звірева
- Редактор — Олександр Безсмертний
- Режисер — І. Москвитін
- Оператори — А. Насиров, Лев Голубів
- Монтаж — Зінаїда Шейнеман
- Грим — О. Смирнової
- Костюми — Лариси Конникова
- Комбіновані зйомки:
  - Оператор — Ю. Дудов
  - Художник — В. Оковитий
- Група каскадерів — С. Шульга, А. Пестов, А. Грязнов
- Балетмейстер — Ігор Бєльський
- Режисерська група — Г. Згорів, А. Майорова, Е. Сурков, В. Міхеєв
- Операторська група — А. Корнієв, А. Бистряков
- Реквізитор — Л. Показанова
- Гримери — Н. Петрушенко, А. Балалайкин
- Асистент художника з костюмів — Г. Купавих
- Костюмер — Л. Никитіна
- Монтажниця — Р. Алісова
- Майстер світла — Є. Степанов
- Художники-декоратори — Т. Воронкова, Є. Стирікович
- Фотограф — Ю. Трунилов
- Цветоустановщіця — Л. Косарєева
- Адміністративна група — Г. Ольхіна, А. Кабаков, А. Метелиця, В. Юмакова
- Директор картини — Євгенія Дихнова